# أندريه أدامك
أندريه أدامك (بالبولندية: Andrzej Adamek)‏ هو لاعب كرة سلة ولاعب كرة قدم بولندي، ولد في 6 يناير 1972 في واوب جيخ في بولندا. لعب مع نادي جلونا غورا لكرة السلة.

## وصلات خارجية
- أندريه أدامك على موقع الاتحاد الدولي لكرة السلة (الإنجليزية)
- أندريه أدامك على موقع كرة السلة الأوروبية.كوم (الإنجليزية)
- أندريه أدامك على موقع ريلجم (الإنجليزية)
- أندريه أدامك على موقع سبورتس رفرنس (الإنجليزية)